# گروه گسترش نفت و گاز پارسیان
گروه گسترش نفت و گاز پارسیان شرکت هلدینگ سرمایه‌گذاری ایرانی است، که در زمینه سرمایه‌گذاری در صنایع پایین دستی نفت و گاز (حوزه‌های پالایش و پتروشیمی) فعالیت می‌کند.
شرکت گسترش نفت و گاز پارسیان در سال ۱۳۸۶ تأسیس شد و در سال مالی ۱۳۹۴ با درآمدی بالغ بر ۱۸ هزار میلیارد تومان، به عنوان نهمین شرکت برتر ایران بر پایه میزان درآمد سالیانه شناخته شد.
این شرکت هم‌اکنون به عنوان یکی از بزرگ‌ترین هلدینگ‌های سرمایه‌گذاری در صنایع پالایش و پتروشیمی ایران به‌شمار می‌آید. گروه گسترش نفت و گاز پارسیان مالکیت سهام شرکت‌های حفاری شمال، پتروشیمی پردیس، پتروشیمی زاگرس، شرکت پالایش نفت تبریز، شرکت پالایش نفت شیراز، شرکت پالایش نفت بندرعباس، شرکت پالایش نفت تهران، پتروشیمی جم، پتروشیمی خراسان، پتروشیمی مارون و پتروشیمی شیراز را در اختیار دارد.
دفتر مرکزی این شرکت در تهران قرار دارد و بخشی از سهام آن در بازار بورس تهران معامله می‌شود. بزرگ‌ترین سهام‌داران گروه نفت و گاز پارسیان، شرکت سرمایه‌گذاری غدیر (۶۷٫۶۴٪) و صندوق بازنشستگی نیروهای مسلح (۱۳٫۴۶٪) می‌باشند.